# Shinnyo-en
Shinnyo-en (真如苑?) es una escuela de budismo esotérico (o Vajrayāna) de las varias formas de budismo en Japón.

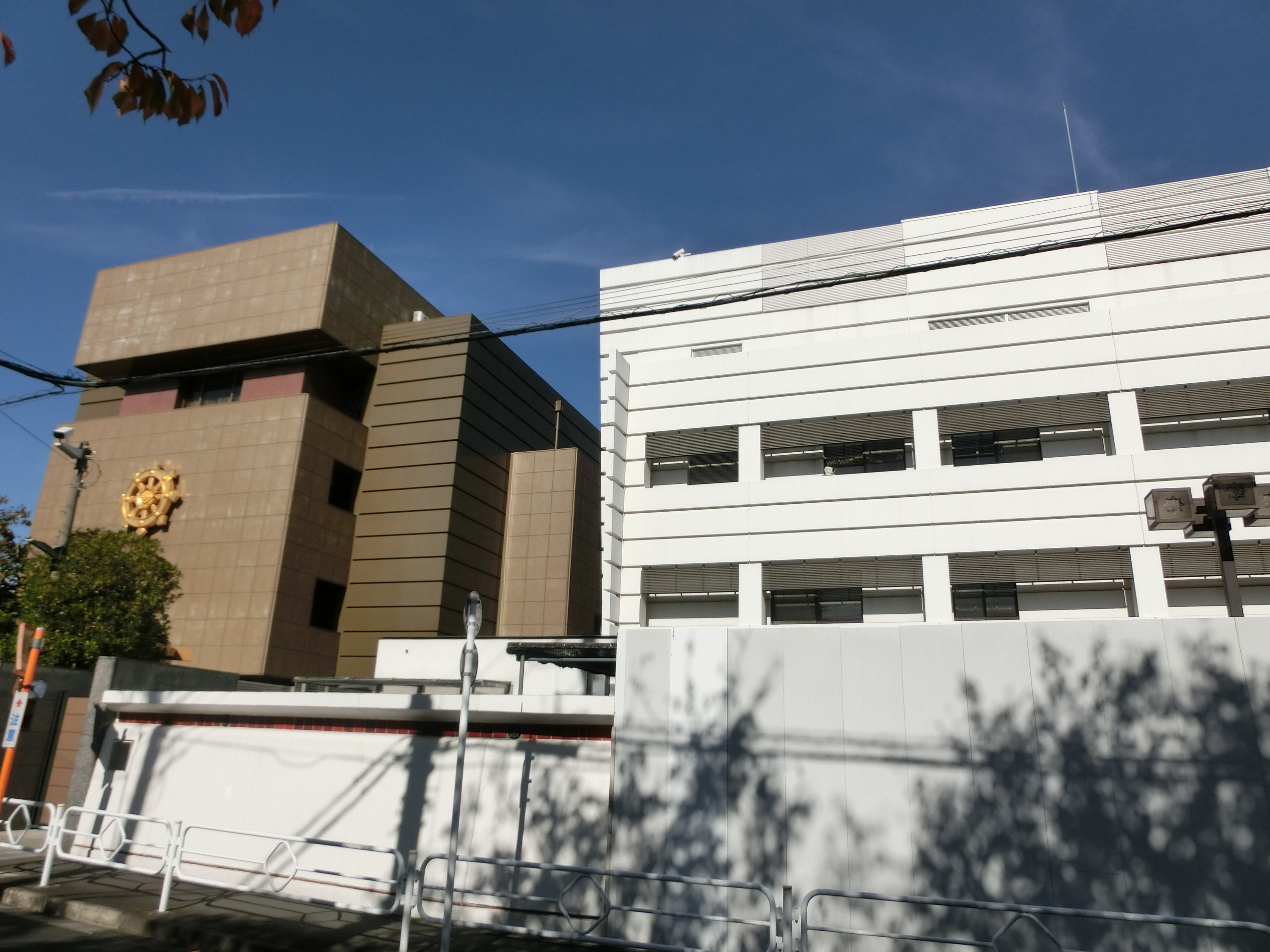
Sede de la organización.

El fundador, Shinjo Ito, fue originalmente un ingeniero aeronáutico en Japón de antes de la Segunda Guerra Mundial. En 1936, renuncia a este tipo de vida y junto con su esposa fundan la escuela "Shinnyo-en" portadora del esoterismo del budismo Shingon pero disponible a todos a través del seguimiento del Nirvana Sutra. Ellos dedicaron el resto de su vida a esta organización siguiendo sus deberes religiosos.
Shinnyo En es la única orden que incluye una forma de meditación llamada sesshin, porque los practicantes pueden ser no solo religiosos sino laicos y porque sigue como canon principal el Nirvana Sutra. 
Sesshin es un entrenamiento espiritual que permite poner en práctica en la vida cotidiana las palabras espirituales que transmiten la enseñanza y compasión de Buda, también es portadora de los poderes de bakku daiju.

El Sutra principal de Shinnyo-en es el Nirvana Sutra (Mahaparinirvana Sutra es el nombre largo) el cual es el último Sutra atribuido a Buda donde deja su herencia espiritual. Shinnio-en retoma también otros sutras, sin embargo el Nirvana Sutra es el principal y el espíritu que se sigue.
Shinnyo En tiene templos y lugares de reunión en muchos países. En Japón, Hawaii, República Checa, Brasil, Taiwán, Hong Kong, Tailandia, Singapur, Australia, Alemania, Bélgica, Francia, Italia y Estados Unidos (San Francisco, Los Ángeles, Nueva York, Chicago, Seattle).
La palabra Shinnyo En se traduce como "jardín de verdad" o "jardín del Thathagata". Thathagata es un concepto fundamental para la filosofía Mahāyāna y es interpretado como "la Verdadera Naturaleza de todo fenómeno" (ver Nirvana Sutra).